# Liberty Memorial

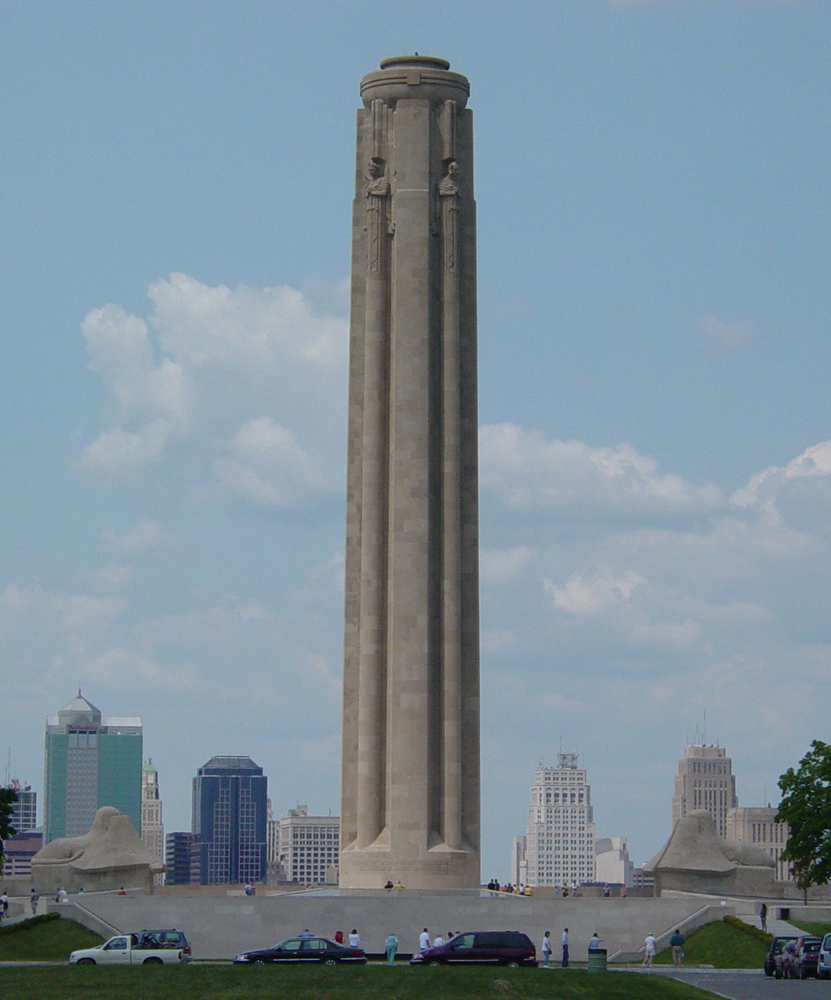

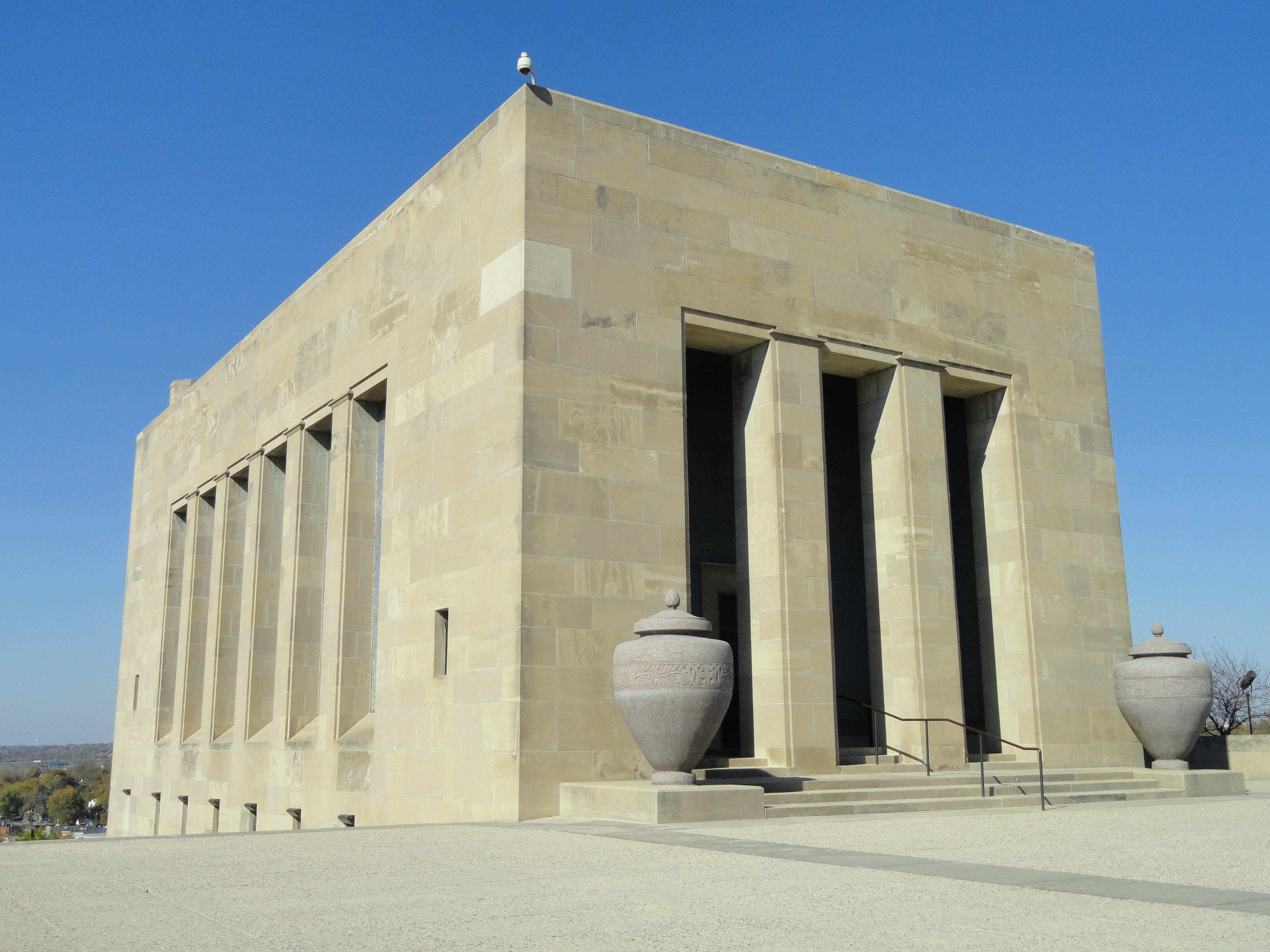
Der ägyptisierende Monumentalstil ist speziell an den beiden Seitenpavillons ersichtlich

Das Liberty Memorial ist eine Erinnerungsstätte, Kriegerdenkmal und  Kriegsmuseum in Kansas City (Missouri). Es ist seit September 2006 im National Register of Historic Places verzeichnet und hat den Rang eines National Memorial der Vereinigten Staaten. Der 1926 eröffnete und kurz nach der Jahrtausendwende erneuerte und erweiterte Bau gegenüber dem Hauptbahnhof der Stadt (Union Station) erinnert an die Teilnahme der Vereinigten Staaten am Ersten Weltkrieg und beherbergt heute das Nationale Museum der Teilnahme am Ersten Weltkrieg (National World War I Museum and Memorial).

## Geschichte
Kurz nach Ende des Ersten Weltkriegs begann im Oktober 1919 eine Kampagne zur Schaffung eines monumentalen Kriegerdenkmals in Kansas City. Die Grundsteinlegung erfolgte im November 1921, die Einweihung am 11. November 1926. Der Architekt Harold Van Buren Magonigle (1867–1933), Gewinner eines nationalen Architektenwettbewerbs, errichtete einen Baukomplex im Stil eines ägyptisierenden Historismus, dominiert durch eine mächtige, 66 m hohe Säule aus Kalkstein. Finanziert wurde die Errichtung durch die Liberty Memorial Association, eine Vereinigung von 40 prominenten Bürgern unter der Führung des „Holzbarons“ Robert A. Long sowie durch eine öffentliche Spendenkampagne. Diese erbrachte binnen zehn Tagen mehr als 2,5 Millionen Dollar, was einem heutigen Wert des über Zwölffachen dieser Summe entspricht.
Größere Reparaturen am Bau wurden 1981 und 2011 vorgenommen. Im Jahr 2006 wurden – im Zusammenhang mit der 2004 beschlossenen Widmung als Nationales Museum des Ersten Weltkriegs – weitgehend unterirdische Erweiterungsbauten begonnen. Im September des gleichen Jahres erhielt das Bauwerk den Status eines National Historic Landmarks.